# Irlandia na Mistrzostwach Świata w Lekkoatletyce 2011
Irlandia na Mistrzostwach Świata w Lekkoatletyce 2011 była reprezentowana przez 16 zawodników.

## Wyniki reprezentantów Irlandii

### Mężczyźni

#### Konkurencje biegowe
| Konkurencja   | Zawodnik           | Runda 1  | Runda 1 | Runda 2  | Runda 2 | Półfinał | Półfinał | Finał    | Finał   |
| Konkurencja   | Zawodnik           | Rezultat | Pozycja | Rezultat | Pozycja | Rezultat | Pozycja  | Rezultat | Pozycja |
| ------------- | ------------------ | -------- | ------- | -------- | ------- | -------- | -------- | -------- | ------- |
| 100 m         | Jason Smyth        | 10,57    | 36.     |          |         |          |          |          |         |
| 200 m         | Paul Hession       | 21,02    | 35.     |          |         |          |          |          |         |
| 1500 m        | Ciarán O'Lionáird  |          |         | 3:40,41  | 14. Q   | 3:36,96  | 6. q     | 3:37,81  | 10.     |
| 5000 m        | Alistair Ian Cragg |          |         |          |         | 13:39,36 | 12. Q    | 13:45,33 | 14.     |
| chód na 50 km | Colin Griffin      |          |         |          |         |          |          | DSQ      | DSQ     |
| chód na 50 km | Robert Heffernan   |          |         |          |         |          |          | DNS      | DNS     |

### Kobiety

#### Konkurencje biegowe
| Konkurencja           | Zawodniczka                                                          | Eliminacje | Eliminacje | Półfinał     | Półfinał | Finał    | Finał   |
| Konkurencja           | Zawodniczka                                                          | Rezultat   | Pozycja    | Rezultat     | Pozycja  | Rezultat | Pozycja |
| --------------------- | -------------------------------------------------------------------- | ---------- | ---------- | ------------ | -------- | -------- | ------- |
| 400 m                 | Joanne Cuddihy                                                       | 51,82 (SB) | 11. Q      | DSQ          | DSQ      |          |         |
| 100 m przez płotki    | Derval O’Rourke                                                      | 13,07      | 17. Q      | DSQ          | DSQ      |          |         |
| 3000 m z przeszkodami | Fionnuala Britton                                                    | 9:41,17    | 16.        |              |          |          |         |
| 3000 m z przeszkodami | Stephanie Reilly                                                     | 9:55.49    | 22.        |              |          |          |         |
| 4 × 400 m             | Marian Andrews-Heffernan Joanne Cuddihy Claire Bergin Michelle Carey |            |            | 3:27,48 (NR) | 12.      |          |         |
| chód na 20 km         | Olive Loughnane                                                      |            |            |              |          | 1:34:02  | 16.     |

#### Konkurencje techniczne
| Konkurencja   | Zawodniczka  | Eliminacje | Eliminacje | Finał    | Finał   |
| Konkurencja   | Zawodniczka  | Rezultat   | Pozycja    | Rezultat | Pozycja |
| ------------- | ------------ | ---------- | ---------- | -------- | ------- |
| skok wzwyż    | Deirdre Ryan | 1,95 m     | 7.         |          |         |
| skok o tyczce | Tori Pena    | 4,10 m     | 30.        |          |         |